# Collection (Spyro Gyra)
Collection è il primo album di raccolta del gruppo musicale statunitense Spyro Gyra, pubblicato nel 1991.
Il disco è stato classificato al terzo posto dalla rivista settimanale statunitense Billboard per la categoria Top Contemporary Jazz Album.

## Tracce
1. You Can Count On Me + (Tom Schuman) – 3:27
2. What Exit (Julio Fernandez) – 3:40
3. Nu Sungo (Manolo Badrena) – 4:10
4. The Unknown Soldier (Jay Beckenstein) – 5:16
5. Morning Dance (Jay Beckenstein) – 3:57
6. Old San Juan (Jay Beckenstein) – 6:41
7. Shakedown (Jeremy Wall) – 4:22
8. Mallet Ballet (Jeremy Wall) – 6:15
9. Catching The Sun (Jay Beckenstein) – 4:41
10. Para Ti Latino (Oscar Cartaya) – 4:15
11. Incognito (Tom Schuman) – 5:56
12. Harbor Lights (Jay Beckenstein) – 6:52
13. Limelight (Dave Samuels) – 4:27
14. Breakout (Jeremy Wall) – 4:37

## Formazione
- Jay Beckenstein – sassofoni
- Tom Schuman – tastiere (tracce 1,2,3,4,6,7,8,9,10,11,12,13 e 14)
- Jeremy Wall – piano elettrico (traccia 5) e tastiere (traccia 9)
- Jorge Dalto – piano (traccia 6)
- Rob Mounsey – tastiere (tracce 6 e 11)
- Dave Samuels – marimba, vibrafono e percussioni (tracce 1,2,3,4,5,6,7,9,10,11,12,13 e 14)
- Marc Quinones – percussioni (tracce 1,2 e 10)
- Manolo Badrena – percussioni (tracce 3,6,11 e 14)
- Rubens Bassini – percussioni (tracce 5 e 9)
- Gerardo Velez – percussioni (tracce 6,7,8,9 e 12)
- Julio Fernandez – chitarra (tracce 1,2,3,7,13 e 14)
- John Tropea – chitarra (tracce 5 e 9)
- Steve Love – chitarra (tracce 6 e 11)
- Chet Catallo – chitarra (tracce 8 e 12)
- Hiram Bullock – chitarra (tracce 9 e 11)
- Jay Azzolina – chitarra (traccia 10)
- Oscar Cartaya – basso (tracce 1,2,4,10 e 13)
- Roberto Vally – basso (traccia 3)
- Jim Kurzdorfer – basso (tracce 5,8 e 9)
- Marcus Miller – basso (tracce 6 e 11)
- Kim Stone – basso (tracce 7,12 e 14)
- Joel Rosenblatt – batteria (tracce 1 e 2)
- Richie Morales – batteria (tracce 3,4,7,10,13 e 14)
- Ted Reinhardt – batteria (traccia 5)
- Steve Gadd – batteria (tracce 6 e 11)
- Eli Konikoff – batteria (tracce 8,9 e 12)
- Randy Brecker – tromba (traccia 9)
- No Sweat Horns – vedi sezione fiati (tracce 2 e 10)
- Horn Section – vedi sezione fiati (traccia 6)

### Altri musicisti
Sezione fiati
- No Sweat Horns arrangiata da Barry Danielian
- Barry Danelian – tromba e flugelhorn
- Randy Andos – trombone
- Scott Kreitzer – sassofono tenore
- Horn Section arrangiata da Jerry Hey e Jeremy Wall
- Jerry Hey – tromba e flugelhorn
- Gary Grant – tromba e flugelhorn
- Tom Scott – sassofono e flauto
- Larry Williams – sassofono e flauto
- Bill Reichenbach – trombone